# Thüringische Staaten
Als Thüringische Staaten werden die folgenden deutschen Gliedstaaten des Deutschen Reiches bezeichnet:
- Das Großherzogtum Sachsen-Weimar-Eisenach (amtliche Bezeichnung seit 1903 Großherzogtum Sachsen)
- Die Herzogtümer Sachsen-Altenburg, Sachsen-Coburg und Gotha und Sachsen-Meiningen
- Die Fürstentümer Reuß älterer Linie, Reuß jüngerer Linie, Schwarzburg-Rudolstadt und Schwarzburg-Sondershausen

## Überblick
| Bundesstaat                           | Hauptstadt           | Gemeinden (1910) | Fläche (1910) | Einwohner   | Einwohner   | Einwohner   |
| Bundesstaat                           | Hauptstadt           | Gemeinden (1910) | Fläche (1910) | (1871)      | (1900)      | (1910)      |
| ------------------------------------- | -------------------- | ---------------- | ------------- | ----------- | ----------- | ----------- |
| Großherzogtum Sachsen-Weimar-Eisenach | Weimar               | 623              | 3.610 km²     | 286.183     | 362.873     | 417.149     |
| Herzogtum Sachsen-Altenburg           | Altenburg            | 438              | 1.324 km²     | 142.122     | 194.914     | 216.128     |
| Herzogtum Sachsen-Coburg und Gotha    | Coburg/Gotha         | 303              | 1.977 km²     | 174.339     | 229.550     | 257.177     |
| Herzogtum Sachsen-Meiningen           | Meiningen            | 472              | 2.468 km²     | 187.957     | 250.731     | 278.762     |
| Fürstentum Reuß älterer Linie         | Greiz                | 075              | 0.316 km²     | 045.094     | 068.396     | 072.769     |
| Fürstentum Reuß jüngerer Linie        | Gera                 | 173              | 0.827 km²     | 089.032     | 139.210     | 152.752     |
| Fürstentum Schwarzburg-Rudolstadt     | Rudolstadt           | 162              | 0.941 km²     | 075.523     | 093.059     | 100.702     |
| Fürstentum Schwarzburg-Sondershausen  | Sondershausen        | 093              | 0.862 km²     | 067.191     | 080.898     | 089.917     |
| Thüringische Staaten                  | Thüringische Staaten | 2.3390.          | 12.325 km²0   | 1.067.4410. | 1.419.6310. | 1.585.3560. |

## Territorium
Die Grenzen, wie sie zur Zeit des Deutschen Kaiserreiches existierten, waren (abgesehen von einem Gebietsaustausch 1913, siehe unten) ein letztes Mal 1826 im Rahmen des Teilungsvertrags zu Hildburghausen neu gezogen worden. Damals wurden die Herzogtümer Sachsen-Altenburg und Sachsen-Coburg und Gotha neugebildet und umgekehrt die Herzogtümer Sachsen-Coburg-Saalfeld und Sachsen-Gotha-Altenburg aufgehoben; große Gebietsgewinne machte gleichzeitig Sachsen-Meiningen.
Die acht thüringischen Staaten des Kaiserreichs grenzten im Norden und Westen an preußische Gebiete, insbesondere den Regierungsbezirk Erfurt, den Regierungsbezirk Kassel und den Regierungsbezirk Merseburg. Es gab auch umfangreiche preußische Exklaven im Gemenge mit den thüringischen Staaten: den Landkreis Schleusingen mit der Stadt Suhl, den Landkreis Herrschaft Schmalkalden mit Barchfeld, das Gebiet um Wandersleben und Mühlberg, den Landkreis Ziegenrück mit der Stadt Ranis sowie, zum Kreis Ziegenrück gehörend, aber davon getrennt liegend, die Gemeinden Kamsdorf, Blankenberg, Sparnberg, Blintendorf und Gefell. Weitere preußische Exklaven waren die Dörfer Abtlöbnitz (mit Mollschütz) bei Camburg und Kischlitz bei Eisenberg.
Im Osten war das Königreich Sachsen der Nachbarstaat, der ebenfalls verschiedene Exklaven auf thüringischem Gebiet hatte.
Dazu gehörte vor allem das aus mehreren Exklaven bestehende Ziegenhierdsche Ländchen bei Gera mit den Gemeinden und Fluren Lengefeld, Liebschwitz, Lietzsch, Niebra, Pösneck und Taubenpreskeln sowie den benachbarten Gemeinden Hilbersdorf, Loitzsch, Rückersdorf, Thonhausen und Grobsdorf. Außerdem sind zu nennen die Gemeinden Bocka bei Altenburg und Kauritz bei Gößnitz.
Die thüringischen Staaten waren ein Beispiel der deutschen Kleinstaaterei und der noch aus dem alten Reich überkommenen territorialen Zersplitterung. Auf der Fläche des heutigen Freistaates Thüringen bestanden am Anfang des 20. Jahrhunderts acht Kleinstaaten, preußische Gebiete in mehreren Regierungsbezirken und einige kleine sächsische Exklaven. Dies wurde besonders dadurch verschärft, dass die kleinen Staatsgebiete nicht geschlossene Territorien bildeten, sondern sich in einer verwirrenden Gemengelage befanden. Ein Gebietsaustausch kam 1913 zwischen Sachsen-Weimar-Eisenach und Sachsen-Meiningen zustande. Das vor Jena liegende meiningische Dorf Lichtenhain wurde gegen Bereiche von Kranichfeld getauscht, die zu Weimar gehörten. Im Prinzip wenig sinnvoll: Es fand zwar eine Grenzbereinigung in Kranichfeld statt, aber die meiningische Exklave Kranichfeld wurde nicht beseitigt, sondern vergrößert. Offensichtlich wollte Sachsen-Weimar-Eisenach keine anderen Tauschobjekte anbieten.

## Geschichte
Während der Zeit des Deutschen Kaiserreiches besaßen die thüringischen Staaten im Bundesrat jeweils eine Stimme – also zusammen acht Stimmen (die Herzogtümer Coburg und Gotha besaßen zusammen nur eine gemeinsame Stimme). Damit stellten sie einen beachtlichen Block dar, wenn man berücksichtigt, dass das Königreich Sachsen zum Beispiel nur vier Stimmen oder der zweitgrößte Bundesstaat, das Königreich Bayern, das 1910 rund 5 Millionen Einwohner mehr besaß als die thüringischen Staaten zusammen, nur sechs Stimmen hatte. Allerdings waren die Thüringischen Staaten selten einer Meinung. Bis 1903 wurden nur fünf Staaten durch den Weimarischen Bevollmächtigten im Bundesrat gemeinsam vertreten. Sachsen-Coburg und Gotha hatte seinen eigenen Bevollmächtigten, Sachsen-Meiningen ließ sich durch Bayern und Reuß ältere Linie durch Mecklenburg-Schwerin vertreten.
Das Oberlandesgericht Jena war gemäß neuem Reichsgerichtsverfassungsgesetz ab dem 1. Oktober 1878 die einzige Institution, die für fast alle thüringischen Staaten zuständig war. Nur Schwarzburg-Sondershausen gehörte zum Bezirk des Oberlandesgerichtes Naumburg. Eine zweite gemeinsame Einrichtung war die Universität Jena mit den Ernestinischen Herzogtümern als Erhalterstaaten. Ab 1817 gehörte allerdings das Herzogtum Sachsen-Coburg nicht mehr dazu.
Mit der Novemberrevolution 1918 ging dann für den Thüringer Raum die jahrhundertelange Ära starker territorialer Zersplitterung zu Ende. In den Bundesstaaten wurde, wie im gesamten Deutschen Reich, die Republik ausgerufen und die regierenden Herzöge und Fürsten dankten ab. Die ehemaligen thüringischen Herzog- und Fürstentümer wurden in der Folge zu Freistaaten. Die beiden Freistaaten Reuß ä.L. und Reuß j.L. vereinigten sich am 21. Dezember 1918 zum Volksstaat Reuß. Die Union zwischen Sachsen-Gotha und Sachsen-Coburg wurde am 12. April 1919 aufgelöst; es wurden eigene Freistaaten gebildet.
Die Regierungen der Freistaaten Sachsen-Altenburg, Coburg, Sachsen-Gotha, Sachsen-Meiningen, Sachsen-Weimar-Eisenach, Schwarzburg-Rudolstadt, Schwarzburg-Sondershausen und des Volksstaates Reuß nahmen Verhandlungen zu einem Zusammenschluss aller thüringischen Staaten auf, möglichst unter Einschluss preußischer Gebietsteile. Da aber Preußen zu keinerlei Gebietsveränderungen bereit war, wurde die Landesgründung als sogenannte „kleinthüringische Lösung“ vorangetrieben. Im Verlauf der Gründungsverhandlungen äußerten die Landesregierungen von Sachsen-Meiningen und Coburg Bedenken darüber, ob ein Anschluss an das zu bildende Land für sie vorteilhaft sei, da sich der fränkisch geprägte Bereich südlich des Rennsteigs seit 1806 sprachlich wie landsmannschaftlich stärker an die angrenzenden fränkischen Regionen in Bayern anlehnte. Aus diesem Grund wurde am 30. November 1919 im Freistaat Coburg eine Volksabstimmung durchgeführt, in der sich die Bevölkerung mehrheitlich gegen einen Anschluss an das Land Thüringen aussprach. Die Bedenken Sachsen-Meiningens konnten, unter anderem durch eine Bestandsgarantie für die IHK Sonneberg und für die Landkreise, ausgeräumt werden. Im Freistaat Sachsen-Meiningen fand keine Volksabstimmung zu dieser Frage statt.
Am 1. Mai 1920 wurde ohne den Freistaat Coburg, der sich am 1. Juli 1920 mit dem Freistaat Bayern vereinigte, das Land Thüringen mit der Landeshauptstadt Weimar gegründet.

## Religiöse Verhältnisse
In ihrer ganz überwiegenden Mehrheit gehörten die Einwohner der thüringischen Staaten der evangelisch-lutherischen Religion an. Wie auch in den übrigen protestantischen Monarchien bestanden Landeskirchen mit dem Landesherrn als summus episcopus und damit höchstem geistlichen Würdenträger. Für die Kirchenverwaltung bestanden in der Regel ein Ministerium für Kultus und ein evangelischer Kirchenrat, in Reuß älterer Linie auch ein Konsistorium. Nach der Aufhebung der Monarchie beschlossen am 15. November 1918 führende Kirchenmänner der ehemaligen Herzog- und Fürstentümer eine einheitliche Organisation des Kirchenwesens. Am 5. Dezember 1919 tagte eine erste Synode und beschloss den Zusammenschluss von sieben eigenständigen Landeskirchen zu einer einheitlichen Landeskirche, der Thüringer Evangelischen Kirche (so der ursprüngliche Name der Kirche bis 1948). Die sieben Landeskirchen waren:
- die Evangelisch-Lutherische Kirche in Sachsen-Weimar-Eisenach
- die Evangelisch-Lutherische Kirche in Sachsen-Gotha
- die Evangelisch-Lutherische Kirche in Sachsen-Altenburg
- die Evangelisch-Lutherische Kirche in Sachsen-Meiningen
- die Evangelisch-Lutherische Kirche in Reuß jüngerer Linie
- die Evangelisch-Lutherische Kirche in Schwarzburg-Rudolstadt
- die Evangelisch-Lutherische Kirche in Schwarzburg-Sondershausen.

Wie auch bei der politischen Einigung ging die evangelische Kirche in Sachsen-Coburg einen eigenen Weg und schloss sich nicht der neuen Landeskirche an, sondern trat 1921 der Evangelisch-Lutherischen Landeskirche in Bayern bei. Am 13. Februar 1920 wurde die Thüringer Evangelische Kirche errichtet – drei Monate vor der Gründung des Landes Thüringen am 1. Mai 1920. Für die neue Landeskirche wurde in Eisenach ein Landeskirchenamt eingerichtet, und 1924 erhielt die neue Kirche eine Verfassung. 1934 schloss sich die Evangelisch-Lutherische Kirche des ehemaligen Fürstentums Reuß älterer Linie als achte Landeskirche der Thüringer Evangelischen Kirche an, die damit ihren bis 2008 bestehenden Umfang erreichte und sich 1948 in Evangelisch-Lutherische Kirche in Thüringen umbenannte. Die Kirche trat der Evangelischen Kirche in Deutschland (EKD) bei. Seit dem 1. Juli 2004 bildeten die Evangelische Kirche der Kirchenprovinz Sachsen und die Evangelisch-Lutherische Kirche in Thüringen die Föderation Evangelischer Kirchen in Mitteldeutschland (EKM), die zum 1. Januar 2009 in einer Kirchenfusion aufgingen.
Die katholischen Christen lebten in den Thüringischen Staaten in der Diaspora. Ihr Bevölkerungsanteil betrug im Jahr 1910 2,8 Prozent. Durch die Abtretung (1815) des ehemals fürstbischöflich-fuldaischen Amtes Geisa mit katholischer Bevölkerung betrug er im Großherzogtum Sachsen-Weimar-Eisenach 4,8 Prozent. Für die Betreuung der Diaspora hatte der Vatikan eine besondere Organisation ins Leben gerufen: Das Apostolische Vikariat des Nordens war ein Apostolisches Vikariat der römisch-katholischen Kirche, das nach dem Untergang der meisten norddeutschen katholischen Bistümer in der Reformation deren Gebiete zusammenfasste. Es wurde 1667 gegründet und erlosch erst 1929 mit dem Preußenkonkordat. Diese Gebiete, in denen keine offene Ausübung des katholischen Glaubens mehr möglich war, wurden als Nordische Missionen bezeichnet und 1622 der Congregatio de Propaganda Fide in Rom unterstellt. Der Kölner Nuntius erhielt die nötigen Fakultäten für Norddeutschland. In den Anfangsjahren wurde Hannover zum Sitz des Apostolischen Vikars, der direkt dem Kölner Nuntius unterstellt war. Oftmals war der Apostolische Vikar zugleich Weihbischof einer anderen Diözese, was die Stellung nicht erleichterte. Die Säkularisation brachte 1803 dem Vikariat neue Schwierigkeiten. Waren die finanziellen Einbußen schon schmerzhaft, so wurde die Aufhebung der Orden, welche fast alle Seelsorger stellten, zu einer Existenzfrage. Bei der Neuumschreibung der katholischen Diözesen in Deutschland nach dem Wiener Kongress 1824 fielen weite Gebiete des Apostolischen Vikariates an die Diözesen Hannovers und Preußens. Die Thüringischen Staaten wurden verschiedenen Diözesen zugeordnet:
- Bistum Fulda: Großherzogtum Sachsen-Weimar-Eisenach 1821/1857 und die Unterherrschaften der beiden Schwarzburger Linien sowie der preußische Landkreis Schmalkalden,
- Bistum Paderborn: Herzogtum Sachsen-Gotha 1851 und die Oberherrschaften der beiden Schwarzburger Linien 1869 sowie die sachsen-meiningische Exklave Camburg, dazu der preußische Regierungsbezirk Erfurt mit Schleusingen,
- Bistum Würzburg: Herzogtum Sachsen-Meiningen,
- Erzbistum Bamberg: Herzogtum Sachsen-Coburg 1826,
- Apostolisches Vikariat in den Sächsischen Erblanden mit Sitz in Dresden: Herzogtum Sachsen-Altenburg und die beiden Fürstentümer Reuß.

Die weitere Entwicklung nach dem Zweiten Weltkrieg ist beim Bistum Erfurt beschrieben.
In den Thüringischen Staaten bestanden auch nur wenige jüdische Gemeinden. Der Anteil der israelitischen Bevölkerung betrug 0,3 Prozent im Jahr 1910. Wie schon bei den Katholiken brachte der 1815 erfolgte Anfall hessischer und bischöflich-fuldaischer Territorien in Sachsen-Eisenach den größten Zuwachs. In Sachsen-Weimar-Eisenach, mit einem Anteil jüdischer Bürger von 0,3 Prozent (für Sachsen-Eisenach allein 1,2 Prozent), bestanden sieben israelitische Gemeinden unter einem Landrabbinat zu Lengsfeld.
Ohne Religion wurden 0,2 Prozent der Bevölkerung im Jahr 1910 erfasst.

## Währungen
Auf dem Gebiet der Währungen ist bei den thüringischen Staaten eine Dreiteilung festzustellen. Einmal mehr erweist sich der Rennsteig als Hauptscheidelinie zwischen Nord- und Süddeutschland; Ostthüringen unterliegt der wirtschaftlichen Anziehungskraft des Königreichs Sachsen.
- Sachsen-Weimar-Eisenach, Sachsen-Saalfeld (bis 1826), die Unterherrschaften der Schwarzburger Fürstentümer und die Fürstentümer Reuß richteten ihre Währungen an Preußen aus,
- Sachsen-Altenburg und (wohl aus alter dynastischer Verbundenheit mit Altenburg) Sachsen-Gotha folgten dem Königreich Sachsen,
- Sachsen-Coburg, Sachsen-Hildburghausen (bis 1826), Sachsen-Meiningen und die Oberherrschaften der Schwarzburger Fürstentümer übernahmen den bayerischen Münzfuß.

Die thüringischen Staaten traten 1838 dem Dresdner Münzvertrag bei, was jedoch die bestehende Dreiteilung nicht aufhob. Zwei Taler im preußischen 14-Taler-Münzfuß entsprachen nun 3 1⁄2 süddeutschen Gulden im 24 1⁄2-Gulden-Fuß, was als gemeinsame Vereinsmünze der „contrahierenden Staaten“ gelten sollte. Diese Vereinsmünze zu „2 Taler = 3 1⁄2 Gulden“ war in jedem Zollvereins-Land gesetzlich gültig – unabhängig davon, wer der jeweilige Emittent der Vereinsmünze war. Eigene Münzen prägten im 19. und frühen 20. Jahrhundert:
- Sachsen-Weimar Eisenach zunächst 1 Reichstaler zu 24 Groschen zu 288 Pfennigen, ab 1838 1 Taler zu 30 Silbergroschen zu 360 Pfennigen. Münzstätten bestanden in Eisenach bis 1830, danach in Berlin,
- Sachsen-Coburg-Saalfeld für das Fürstentum Saalfeld 1 Reichstaler zu 24 Groschen zu 288 Pfennigen, Münzstätte Saalfeld; 1826 fiel Saalfeld an Sachsen-Meiningen und übernahm den dort eingeführten Guldenfuß,
- Schwarzburg-Rudolstadt für die Unterherrschaft Frankenhausen 1 Speciestaler zu 32 Groschen zu 384 Pfennigen, sodann 1 Reichstaler zu 24 Groschen zu 288 Pfennigen, ab 1838 1 Taler zu 30 Silbergroschen zu 360 Pfennigen, Münzstätten in Saalfeld bis 1841, Berlin 1841–1889,
- Schwarzburg-Sondershausen verzichtete bis 1840 auf die Ausgabe eigener Münzen für die Unterherrschaft Sondershausen (im Umlauf waren preußische Münzen), danach 1 Taler zu 30 Silbergroschen zu 360 Pfennigen, Münzstätte Berlin 1841–1909,
- Sämtliche Linien Reuß 1 Reichstaler zu 24 Groschen zu 288 Pfennigen, ab 1838 1 Taler zu 30 Silbergroschen zu 360 Pfennigen, Münzstätten in Saalfeld vor 1840, in Berlin seit 1840,
  - Reuß älterer Linie (Reuß-Greiz) 1806–1909,
  - Reuß-Lobenstein-Selbitz 1807,
  - Reuß-Lobenstein-Ebersdorf 1812–1847,
  - Reuß jüngerer Linie (Reuß-Schleiz-Gera) 1816–1884,
- Sachsen-Altenburg 1 Taler zu 30 Neugroschen zu 300 Pfennigen, Münzstätten in Dresden 1841–1869, in Berlin 1887–1903,
- Sachsen-Gotha 1 Taler zu 30 Groschen zu 300 Pfennigen, Münzstätte Gotha,
- Sachsen-Coburg 1 Gulden zu 60 Kreuzer zu 240 Pfennigen, Münzstätten in Dresden 1841–1872, in Berlin 1886–1911,
- Sachsen-Hildburghausen und Sachsen-Meiningen 1 Gulden zu 60 Kreuzer zu 240 Pfennigen, Münzstätten in Hildburghausen 1786–1829, in Saalfeld 1828–1846, in München 1854–1915,
- Schwarzburg-Rudolstadt für die Oberherrschaft Rudolstadt 1 Gulden zu 60 Kreuzer zu 240 Pfennigen, Münzstätte in München 1841–1861,
- Schwarzburg-Sondershausen verzichtete auf die Ausgabe eigener Münzen für die Oberherrschaft Arnstadt (im Umlauf waren Rudolstädter Münzen).

Gerade der Umstand, dass im Königreich Sachsen zehn Pfennige auf den Groschen, in Preußen und den von Berlin beeinflussten thüringischen Staaten aber zwölf Pfennige auf den Neugroschen kamen, führte im Grenzgebiet zu Schwierigkeiten. Der preußische Pfennig galt als „böser Pfennig“, weil weniger wert. Erst mit der Einführung der Mark als Reichswährung zum 1. Januar 1876 nach dem Gesetz vom 4. Dezember 1871 wurde die Zersplitterung des Währungswesens aufgehoben.

## Postregal
Die Gründung des Rheinbundes am 12. Juli 1806 bedeutete faktisch das Ende des Heiligen Römischen Reiches und damit auch das Ende der Kaiserlichen Reichspost mitsamt dem Postgeneralat der Thurn und Taxis. Die von den Thurn und Taxis organisierte und geleitete Kaiserliche Reichspost existierte zwar nicht mehr, aber Therese Mathilde von Thurn und Taxis versuchte in Verhandlungen mit den Landesfürsten des Rheinbunds und Napoleon die Thurn-und-Taxis-Post als Privatunternehmen zu erhalten. Mit den thüringischen Staaten schloss das Unternehmen ein fast lückenloses Netz von Verträgen, mit dem Thurn und Taxis die Lizenzen zum Betreiben des Postdienstes sicherte:
- 2. Mai 1807 mit dem Herzogtum Sachsen-Meiningen (1862 20 Postämter),
- 4. April 1808 mit dem Herzogtum Sachsen-Hildburghausen (1826 zu Sachsen-Meiningen),
- 17. März 1809 mit den Fürstentümern Reuß-Lobenstein und Reuß-Ebersdorf (1824 Lobenstein und Ebersdorf vereinigt, 1848 mit Schleiz und Gera zum Fürstentum Reuß jüngerer Linie vereinigt),
- 21. März 1809 mit dem Fürstentum Reuß-Greiz (1862 in den Fürstentümern Reuß älterer (Greiz) und jüngerer Linie (Schleiz und Gera) zusammen 11 Postämter),
- 8. Juni 1812 mit dem Fürstentum Schwarzburg-Sondershausen für die Oberherrschaft Arnstadt (1862 3 Postämter),
- 1. März 1816 mit dem Fürstentum Reuß-Schleiz,
- 30. Juni 1816 mit dem Herzogtum Sachsen-Coburg-Saalfeld (1826 Coburg mit Gotha vereinigt, Saalfeld zu Sachsen-Meiningen),
- 8. Dezember 1816 mit dem Großherzogtum Sachsen-Weimar-Eisenach (1862 35 Postämter),
- 24. Februar 1817 mit dem Herzogtum Sachsen-Gotha (1862 Sachsen-Coburg und Gotha 17 Postämter),
- 1. März 1817 mit den Fürstentümern Reuß-Schleiz, Reuß-Lobenstein und Reuß-Ebersdorf wegen der gemeinsamen Herrschaft Gera,
- 23. August 1817 mit dem Fürstentum Schwarzburg-Rudolstadt für die Oberherrschaft Rudolstadt (1862 7 Postämter),
- 26. Oktober 1817 mit dem Herzogtum Sachsen-Altenburg (1847 9 Postämter unter königlich-sächsischem Postregal).

Die Unterherrschaften Sondershausen und Frankenhausen der Fürstentümer Schwarzburg wurden von der preußischen Post verwaltet. Die Bundesakte 1815 anerkannte die 1806 bis 1814 geschlossenen Lehenspostverträge und schuf damit eine verlässliche Rechtsgrundlage. Um 1820 existierten in den thüringischen Herzog- und Fürstentümern 57 Postanstalten, die unter der Leitung des Postkommissariats in Eisenach standen. Die Zahl der Postämter stieg bis 1862 auf 93. Die Grenzpunkte des thüringischen Postnetzes bildeten Sondershausen im Norden (preußisches Postregal), Coburg im Süden, Vacha im Westen, Altenburg im Osten (sächsisches Postregal). Nach dem Aussterben der Altenburger Linie der Ernestiner 1825 sowie der Linien Ebersdorf und Lobenstein im Hause Reuß und den damit verbundenen neuen Gebietseinteilungen mussten zum Teil die Verträge erneuert werden. So schloss Herzog Bernhard II. von Sachsen-Meiningen am 4. November 1829 mit dem Fürsten Maximilian Karl von Thurn und Taxis einen neuen Lehenspostvertrag ab.

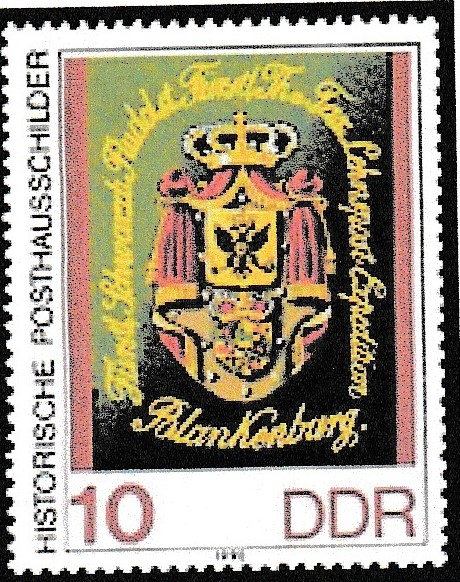
Historisches Posthausschild Thurn und Taxis in Schwarzburg-Rudolstadt auf einer Briefmarke der DDR 1990

Schon äußerlich war die gemeinsame Verwaltung am Namen, an den Postwappen und an den Uniformen, die sich durch verschiedene Kragenfarben unterschieden, zu erkennen. So lautete beispielsweise der Name der schwarzburg-rudolstädtischen Postanstalt: „Fürstlich Schwarzburg-Rudolst., Fürstlich Thurn und Taxis’sche Lehenspostexpedition“. Das Postwappen vereinte demzufolge beide Wappen, unten das herzogliche, darüber das fürstlich Thurn und Taxissche (siehe Abbildung). Von 1852 bis 1866 gab die Thurn-und-Taxis-Post eigene Briefmarken in zwei verschiedenen Währungen aus:
- im Nördlichen Bezirk in Groschenwährung für Sachsen-Weimar-Eisenach, Sachsen-Gotha, beide Linien Reuß,
- im Südlichen Bezirk in Kreuzerwährung für Sachsen-Meiningen, Sachsen-Coburg, Schwarzburg-Rudolstadt (Oberherrschaft), Schwarzburg-Sondershausen (Oberherrschaft)

In den weimarischen Exklaven Allstedt und Oldisleben sowie den Unterherrschaften von Schwarzburg-Sondershausen und Schwarzburg-Rudolstadt bestanden königlich-preußische Postämter. Die königlich-sächsische Post versorgte auch Sachsen-Altenburg. Am 1. August 1847 hatte das Herzogtum Sachsen-Altenburg seine neun Postanstalten nach Eröffnung der Eisenbahnlinie Leipzig–Altenburg (12. September 1842) und Altenburg–Crimmitschau (15. März 1844) der Königlich-Sächsischen Post übergeben, da es verkehrstechnisch nunmehr günstiger mit dem Königreich Sachsen verbunden war. Mit den neuen Verkehrsmitteln geriet das Geschäftsmodell der Thurn-und-Taxis-Post in die Krise. Die größeren Staaten in Deutschland entschlossen sich dazu, die Post auf ihren Territorien in eigener Regie zu betreiben, und nach dem Deutschen Krieg 1866 kam auch formal das Ende der Thurn-und-Taxis-Post. Nach langwierigen Verhandlungen einigte man sich auf eine Entschädigung von 5 Millionen Gulden oder umgerechnet 2,9 Millionen Taler, die dann letztlich auf 3 Millionen Taler festgesetzt wurde. Der Vertrag wurde am 28. Januar 1867 unterzeichnet, und mit dem 1. Juli 1867 ging das gesamte Thurn und Taxissche Postwesen an Preußen über. Nach der Übergabe verausgabte Preußen fünf Postwertzeichen für die ehemaligen Thurn- und Taxis-Gebiete mit Kreuzerwährung. Mit Eintritt in den Norddeutschen Bund am 1. Januar 1868 waren die Postwertzeichen des Norddeutschen Bundes gültig, der die Praxis der Briefmarken in Groschen- und Kreuzerwährung fortsetzte. Die Deutsche Reichspost begann ihre Tätigkeit am 4. Mai 1871, dem Tage des Inkrafttretens der Verfassung des Deutschen Reiches. Damit endete das Postregal der thüringischen Staaten.

## Gerichtswesen
Mit dem Ende des alten Reichs endete auch die Zuständigkeit der bisherigen obersten Reichsgerichte. Somit wurde es notwendig, dass die im Deutschen Bund verbliebenen Staaten eine entsprechende dritte und letzte Instanz als Ersatz für die ehemaligen Reichsgerichte erhielten. Artikel 12 der Bundesakte von 1815 verpflichtete die Bundesstaaten deshalb, Oberappellationsgerichte als dritte und letzte Instanz in Zivil- und Strafsachen einzurichten. Für jeden Bundesstaat sollte es wenigstens ein solches Gericht geben, und Bundesstaaten mit weniger als 300.000 Einwohnern sollten mit ihnen verwandten Häusern oder anderen Bundesstaaten gemeinsam ein derartiges Gericht bilden. Die Ernestinischen Herzogtümer und die Fürstentümer Reuß-Greiz, Reuß-Lobenstein und Reuß-Schleiz gründeten am 7. Januar 1817 das Oberappellationsgericht Jena als letzte Instanz. Die Anhaltischen und Schwarzburgschen Staaten gründeten das Oberappellationsgericht Zerbst, das bis 1849 bestand, dann mit dem Oberappellationsgericht Jena fusionierte; Anhalt schied aus dem Gerichtssprengel aus.
Nach der Reichsgründung 1871 führten aufgrund des Staatsvertrages der Länder Sachsen-Weimar-Eisenach, Sachsen-Meiningen, Sachsen-Altenburg, Sachsen-Coburg und Gotha, Schwarzburg-Rudolstadt, Reuß ältere Linie, Reuß jüngere Linie zum 1. Oktober 1878 als gemeinsames Oberlandesgericht dieser Staaten des Deutschen Reiches das Oberlandesgericht Jena fort. Zunächst war das Gericht auch für Schwarzburg-Sondershausen zuständig. Mit Inkrafttreten des Gerichtsverfassungsgesetzes am 1. Oktober 1879 wurden in Schwarzburg-Sondershausen aber die Justizämter aufgelöst oder in Amtsgerichte umgewandelt und gleichzeitig im Instanzenzug dem Landgericht Erfurt und dem Oberlandesgericht Naumburg unterstellt.
Unterhalb des Oberlandesgerichtes Jena wurden acht Landgerichte eingerichtet, die entweder für einen oder auch für mehrere Bundesstaaten zuständig waren, darin eingeschlossen auch die preußischen Enklaven:
- Landgericht Weimar (für Sachsen-Weimar) mit den acht Amtsgerichten Blankenhain, Großrudestedt, Vieselbach, Weimar (für I. Bezirk); Allstedt, Apolda, Buttstädt, Jena (für II. Bezirk),
- Landgericht Eisenach (für Sachsen-Eisenach) mit den acht Amtsgerichten Eisenach, Gerstungen (für III. Bezirk); Geisa, Kaltennordheim, Lengsfeld, Vacha (für IV. Bezirk); Ostheim, Ilmenau (für die Exklaven),
- Landgericht Altenburg (für Sachsen-Altenburg) mit den sechs Amtsgerichten Altenburg, Meuselwitz (ab 1906), Ronneburg, Schmölln (für den Ostkreis); Eisenberg, Kahla, Roda (für den Westkreis),
- Landgericht Gotha (für Sachsen-Gotha) mit den acht Amtsgerichten Gotha, Liebenstein, Ohrdruf, Tenneberg, Thal, Tonna, Wangenheim, Zella,
- Landgericht Meiningen (für Sachsen-Meiningen, Sachsen-Coburg, den preußischen Landkreis Schleusingen in der Provinz Sachsen und den preußischen Landkreis Schmalkalden in der Provinz Hessen-Nassau) mit den einundzwanzig Amtsgerichten Eisfeld, Heldburg, Hildburghausen, Römhild, Themar (für den Kreis Hildburghausen); Meiningen, Salzungen, Wasungen (für den Kreis Meiningen); Schalkau, Sonneberg, Steinach (für den Kreis Sonneberg); Coburg, Königsberg, Neustadt bei Coburg, Rodach, Sonnefeld (für Sachsen-Coburg); Schleusingen, Suhl (für den Landkreis Schleusingen); Brotterode, Schmalkalden, Steinbach-Hallenberg (für den Landkreis Schmalkalden),
- Landgericht Rudolstadt (für Schwarzburg-Rudolstadt, den Kreis Saalfeld von Sachsen-Meiningen und den preußischen Landkreis Ziegenrück in der Provinz Sachsen) mit den vierzehn Amtsgerichten Leutenberg, Königsee, Oberweißbach, Rudolstadt, Stadtilm (für die Oberherrschaft Rudolstadt); Frankenhausen, Schlotheim (für die Unterherrschaft Frankenhausen); Camburg, Gräfenthal, Kranichfeld, Pößneck, Saalfeld (für den Kreis Saalfeld); Ranis, Ziegenrück (für den Landkreis Ziegenrück),
- Landgericht Gera (für Reuß jüngerer Linie und den Neustädter Kreis von Sachsen-Weimar-Eisenach) mit den acht Amtsgerichten Gera, Hirschberg, Hohenleuben, Lobenstein, Schleiz (für Reuß j. L.); Auma, Neustadt an der Orla, Weida (für den Neustädter Kreis),
- Landgericht Greiz (für Reuß älterer Linie) mit den drei Amtsgerichten Burgk, Greiz, Zeulenroda.

Das Fürstentum Schwarzburg-Sondershausen richtete die fünf Amtsgerichte Arnstadt, Gehren (für die Oberherrschaft Arnstadt); Ebeleben, Greußen, Sondershausen (für die Unterherrschaft Sondershausen) ein. Der Instanzenzug verlief über das preußische Landgericht Erfurt zum Oberlandesgericht Naumburg in der Provinz Sachsen.

## Militär
In der Zeit des Deutschen Bundes stellten ab 1815 die acht thüringischen Staaten Kontingente für die Reservedivision des Bundesheeres in folgender Stärke:
- Großherzogtum Sachsen-Weimar-Eisenach 2010 Mann Infanterie; sie bildeten das 4. und 5. Bataillon,
- Herzogtum Sachsen-Altenburg 982 Mann Infanterie; sie bildeten das 1. Bataillon,
- Herzogtum Sachsen-Coburg und Gotha 1366 Mann Infanterie; sie bildeten das 2. Bataillon,
- Herzogtum Sachsen-Meiningen 1150 Mann Infanterie; sie bildeten das 3. Bataillon,
- Fürstentum Schwarzburg-Rudolstadt 539 Mann Infanterie; sie gehörten zum 10. Bataillon,
- Fürstentum Schwarzburg-Sondershausen 351 Mann Infanterie; sie gehörten zum 10. Bataillon,
- Fürstentum Reuß älterer Linie 223 Mann Infanterie; sie gehörten zum 12. Bataillon,
- Fürstentum Reuß jüngerer Linie 522 Mann Infanterie; sie gehörten zum 12. Bataillon.

Nach dem Deutschen Krieg 1866 unterstellten die deutschen Teilstaaten ihre Truppen zunächst im Norddeutschen Bund dem Oberbefehl des preußischen Königs und später dem Deutschen Reich mit dem Deutschen Kaiser an der Spitze. In Thüringen schloss das Großherzogtum Sachsen-Weimar-Eisenach die Militärkonvention mit Preußen am 4. Februar 1867 nebst Protokoll vom 22. Februar 1867; dieser traten die übrigen thüringischen Staaten in den Jahren bis 1871 bei; lediglich Sachsen-Coburg und Gotha schloss eine eigene Militärkonvention mit Preußen am 6. Juni 1867.
Das Königreich Preußen begann bereits ab 1860, dem Truppenteil, der sich aus dem Gebiet des Regierungsbezirks Erfurt rekrutierte, die Bezeichnung „thüringisch“ zu verleihen. So wurde am 4. Juli 1860 aus dem 31. Infanterieregiment (3. Magdeburgisches) das 1. Thüringische Infanterie-Regiment Nr. 31 (Die Thüringer Garde). Das Regiment war nach den Befreiungskriegen am 25. März 1815 als 31. Infanterie-Regiment gegründet worden und erhielt schließlich am 11. August 1894 die endgültige Bezeichnung Infanterie-Regiment „Graf Bose“ (1. Thüringisches) Nr. 31. Das Regiment war 1871 von Erfurt nach Altona verlegt worden und schied aus den thüringischen Truppenteilen aus. Mit den Militärkonventionen war der Weg frei für die Übernahme oder Neuaufstellung weiterer thüringischer Truppenteile, deren Chefs den jeweils regierenden Fürstenhäusern angehörten. Insgesamt wurden acht Infanterieregimenter, zwei Kavallerieregimenter und drei Artillerieregimenter in Dienst gestellt. Im Einzelnen:
- Infanterie-Regiment „Graf Bose“ (1. Thüringisches) Nr. 31 (1815 gegründet; von 1860 bis 1871 „thüringisch“; 1871 Verlegung nach Altona),
- 2. Thüringisches Infanterie-Regiment Nr. 32 (1815 gegründet; am 7. Mai 1861 „thüringisch“; Meiningen; Chef war General der Infanterie Georg II. Herzog von Sachsen-Meiningen),
- 3. Thüringisches Infanterie-Regiment Nr. 71 (1860 gegründet; Erfurt und Sondershausen; Chef war Günther Fürst zu Schwarzburg-Rudolstadt und Sondershausen),
- 4. Thüringisches Infanterie-Regiment Nr. 72 (4. Juli 1860 gegründet; Torgau und Eilenburg; Chef war König der Bulgaren Ferdinand,[13] à la Suite: Boris Fürst von Tyrnova, Herzog zu Sachsen, Prinz von Sachsen-Coburg und Gotha),
- Infanterie-Regiment „Großherzog von Sachsen“ (5. Thüringisches) Nr. 94 (1702 als sachsen-weimarisches Regiment gegründet; Weimar, Eisenach und Jena; Chef war Wilhelm Ernst Großherzog von Sachsen),
- 6. Thüringisches Infanterie-Regiment Nr. 95 (1806 als Regiment in Sachsen-Gotha gegründet; Gotha, Coburg und Hildburghausen; Chefs waren Georg II. Herzog von Sachsen-Meiningen, Karl Eduard Herzog von Sachsen-Coburg und Gotha),
- 7. Thüringisches Infanterie-Regiment Nr. 96 (1867 gegründet; Gera und Rudolstadt, Chefs waren Heinrich XXVII. reg. Fürst Reuß j. L., Regent des Fürstentums Reuß ä. L., Günther Fürst zu Schwarzburg-Rudolstadt und Sondershausen),
- 8. Thüringisches Infanterie-Regiment Nr. 153 (1897 gegründet; Altenburg und Merseburg, Chef war Ernst II. Herzog von Sachsen-Altenburg),
- Thüringisches Husaren-Regiment Nr. 12 (1791 gegründet; Torgau),
- Thüringisches Ulanen-Regiment Nr. 6 (1813 gegründet; Hanau),
- 1. Thüringisches Feldartillerie-Regiment Nr. 19 (1872 gegründet; Erfurt),
- 2. Thüringisches Feldartillerie-Regiment Nr. 55 (1899 gegründet; Naumburg),
- Thüringisches Fußartillerie-Regiment Nr. 18 (1912 gegründet; Niederzwehren bei Kassel).

## Residenzen

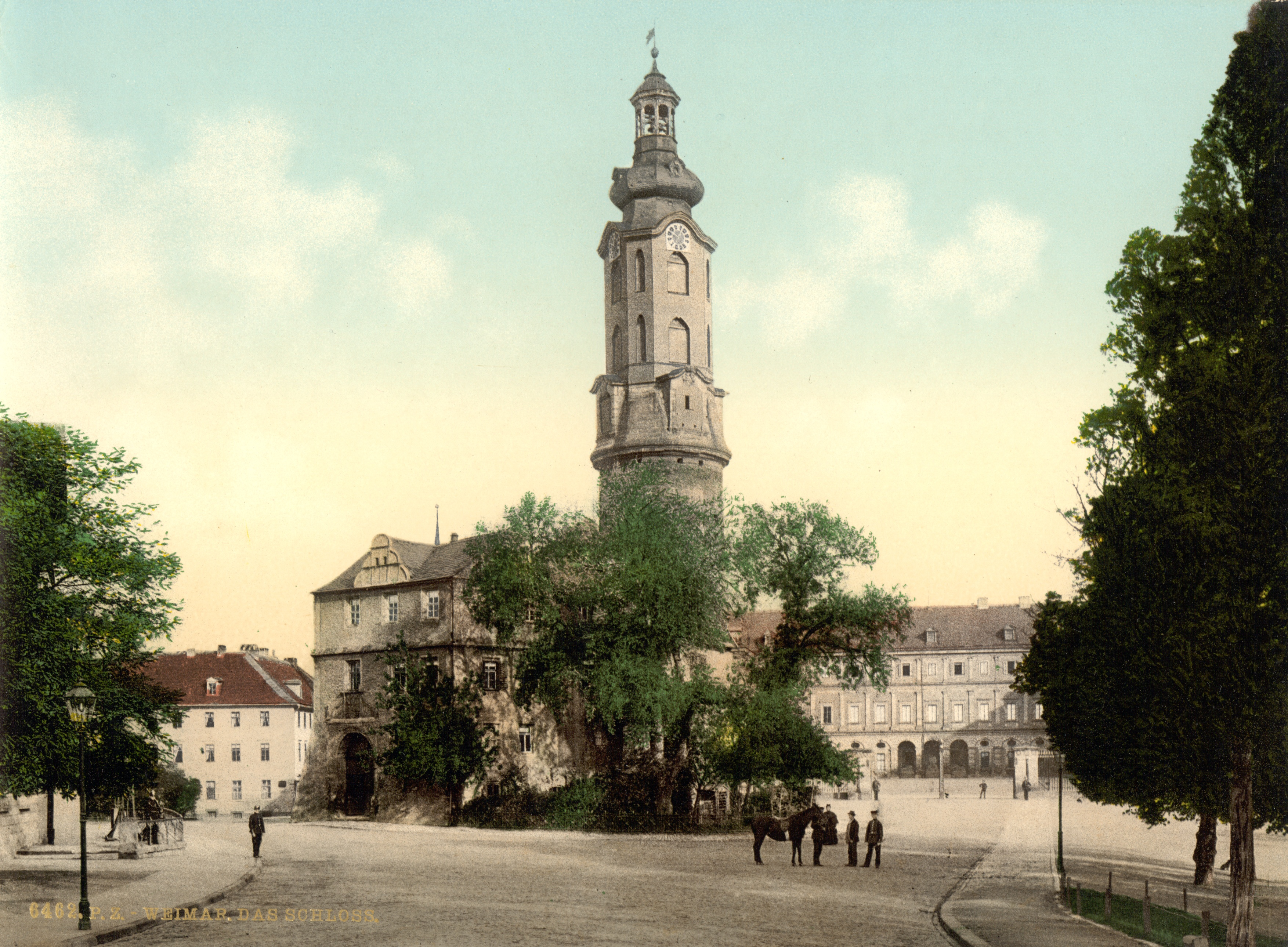
Weimar 1531–1918
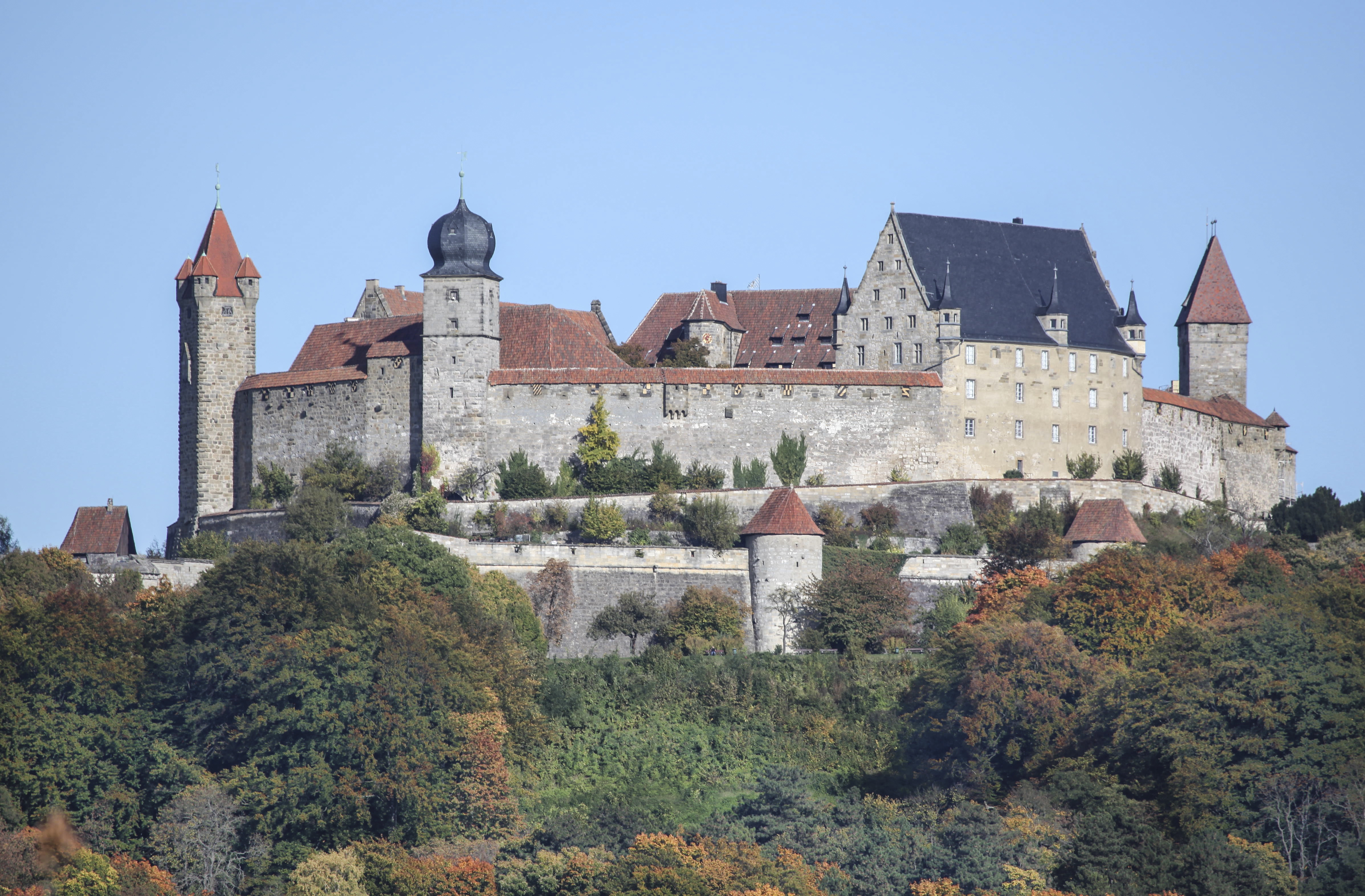
Coburg 1541–1918
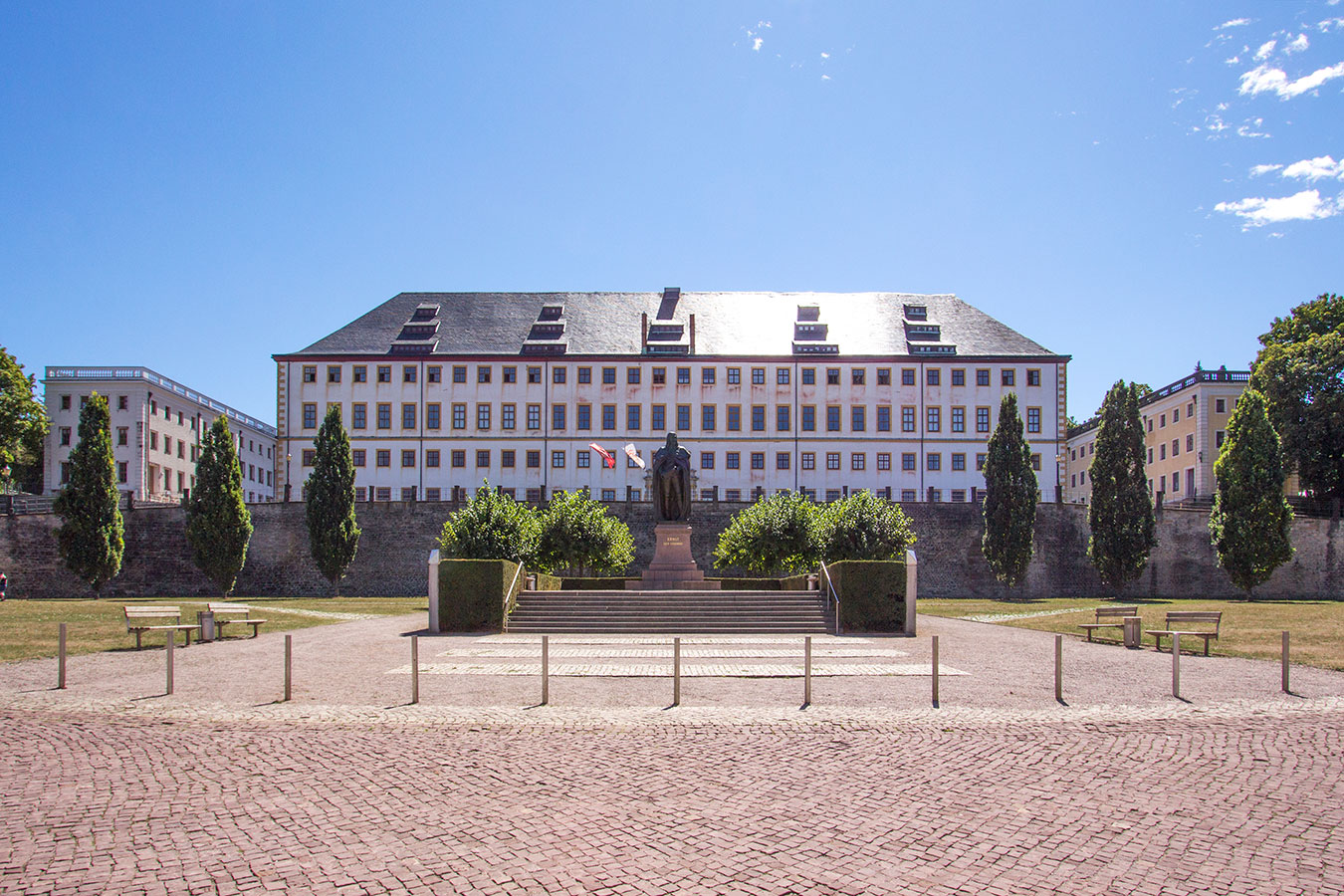
Gotha 1641–1918
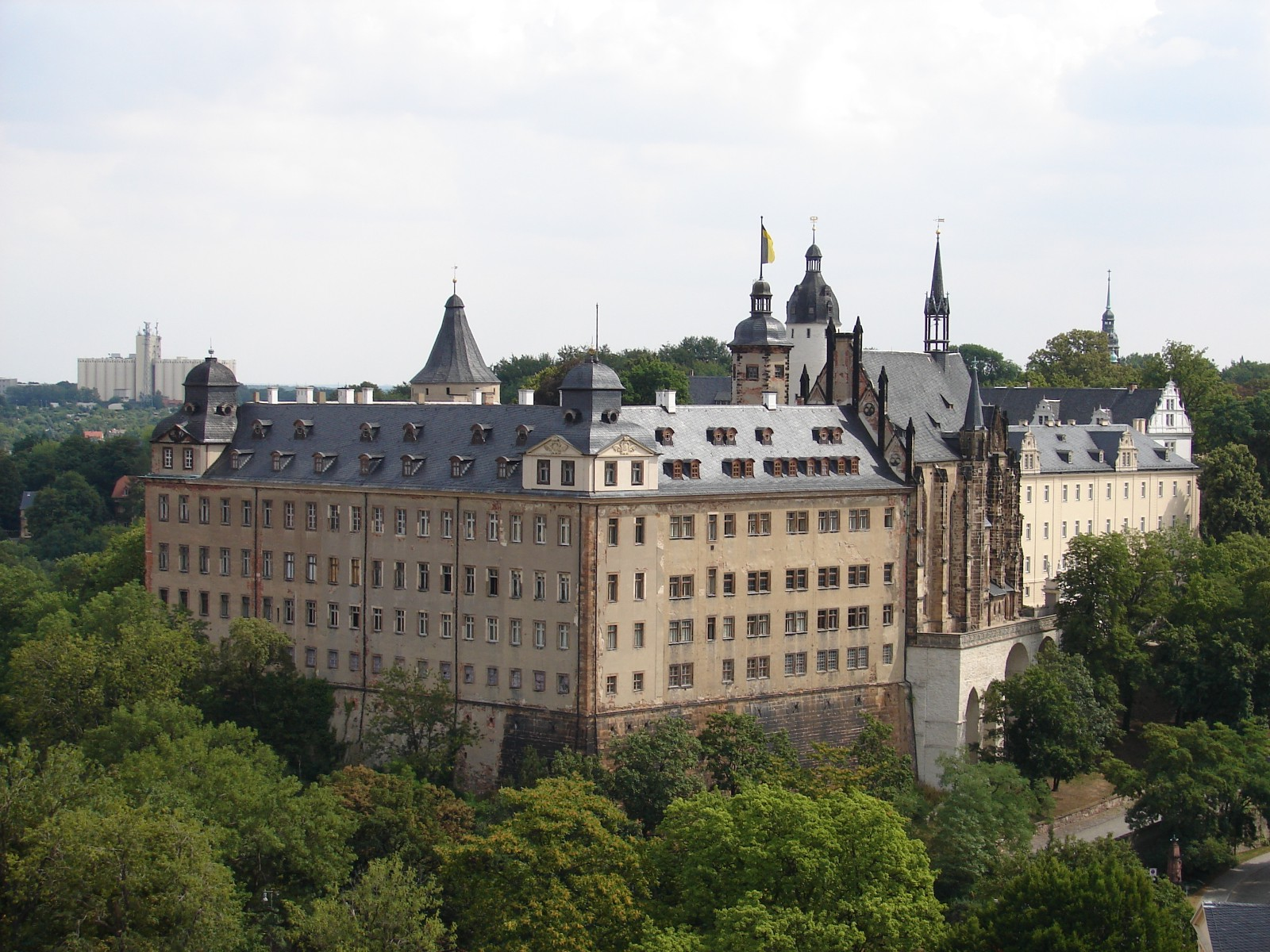
Altenburg 1586–1918
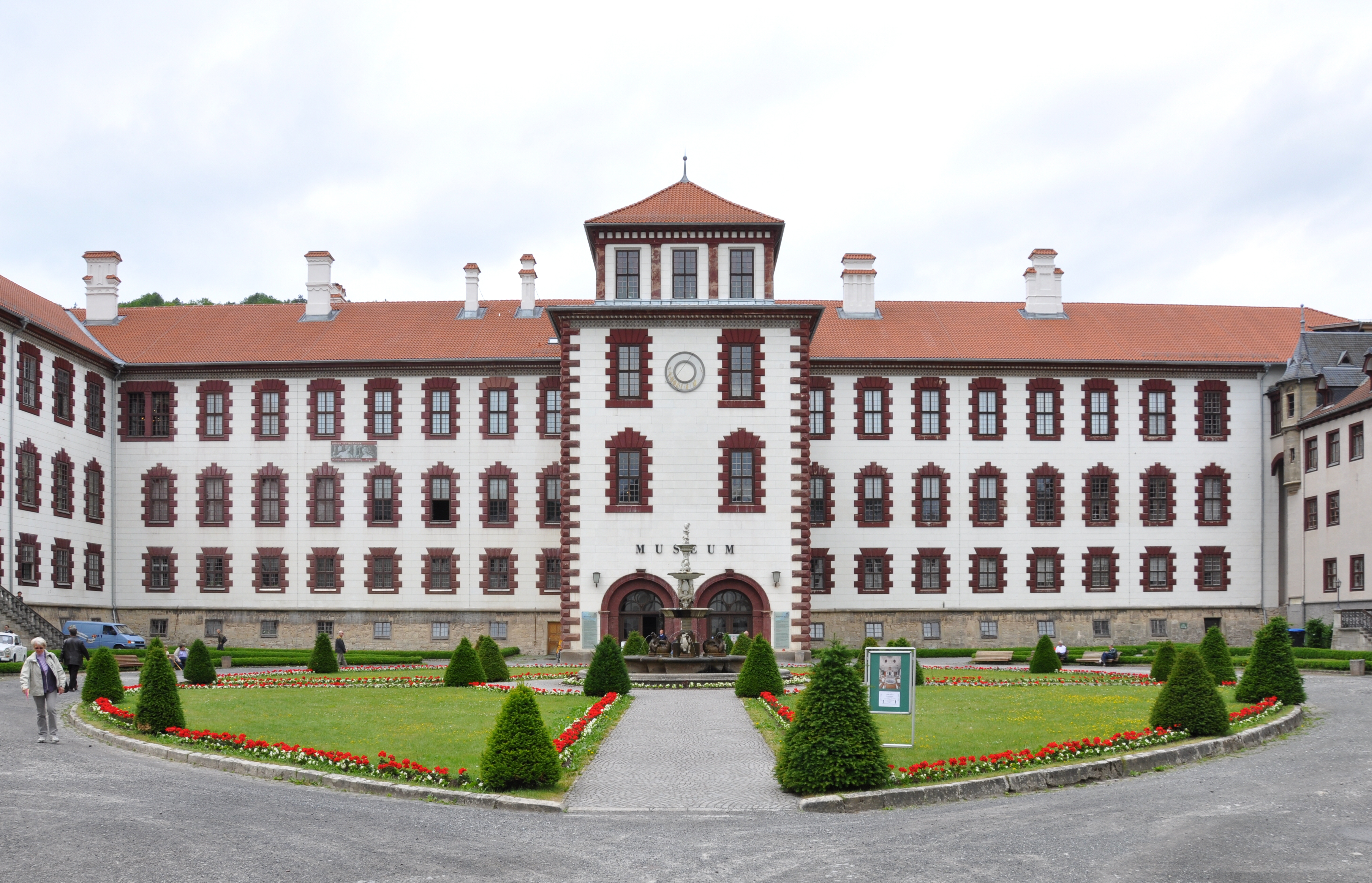
Meiningen 1681–1918
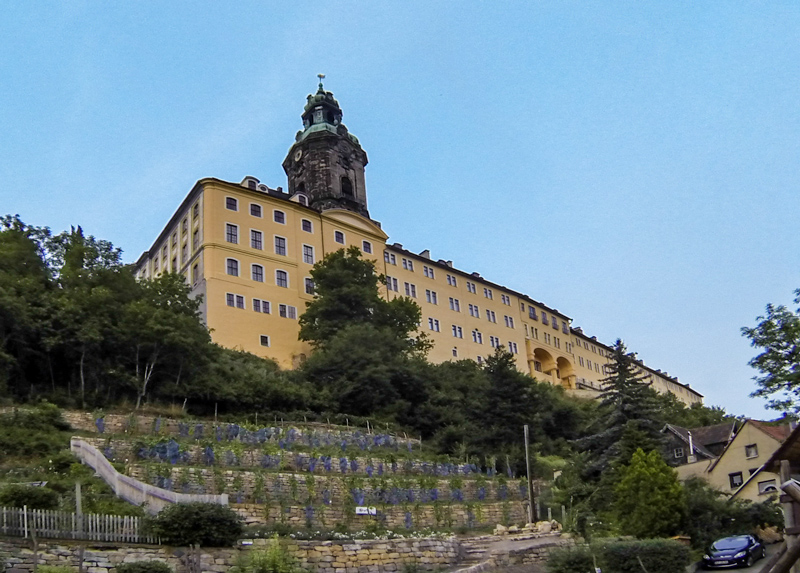
Rudolstadt 1574–1918
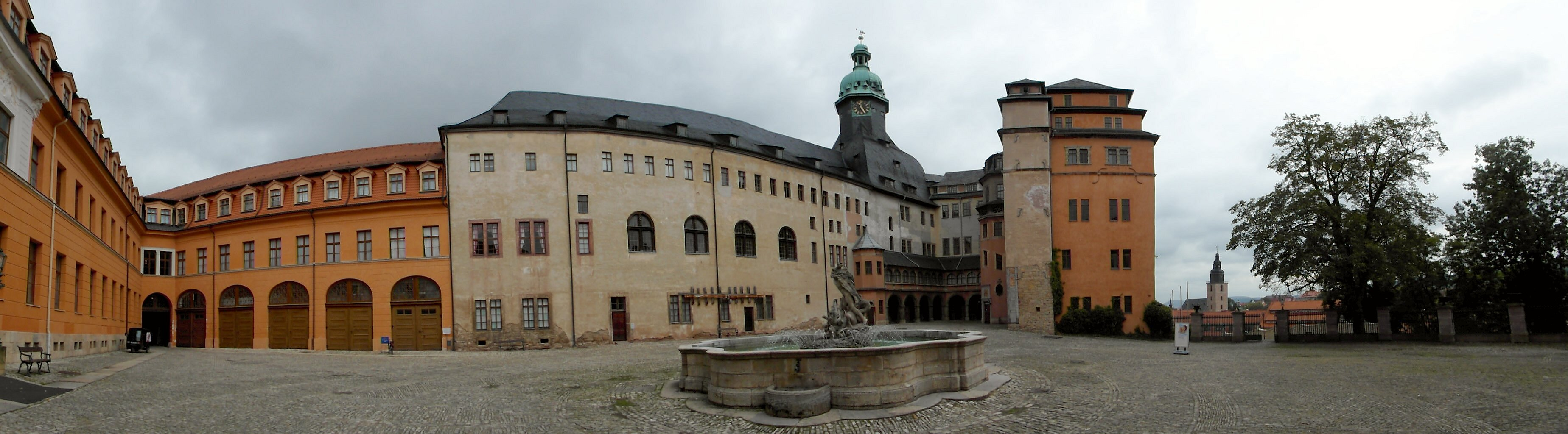
Sondershausen 1571–1918
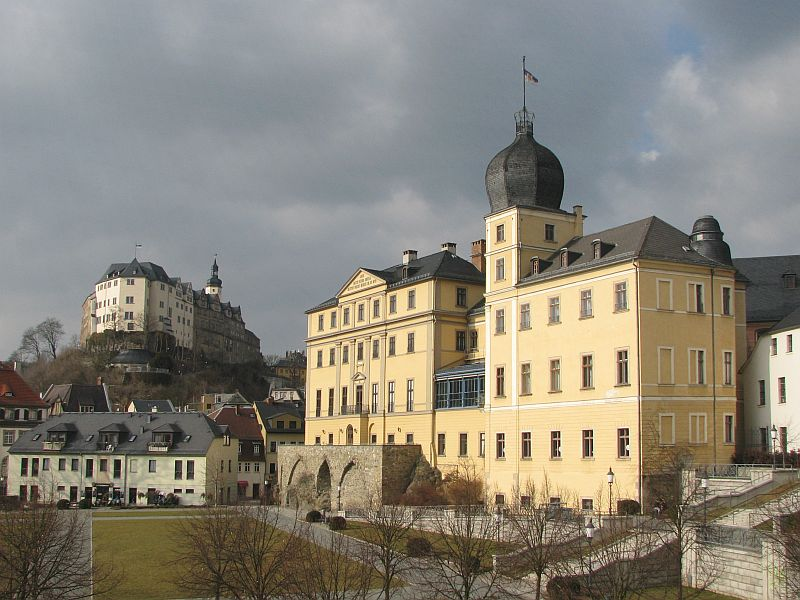
Greiz 1564–1918
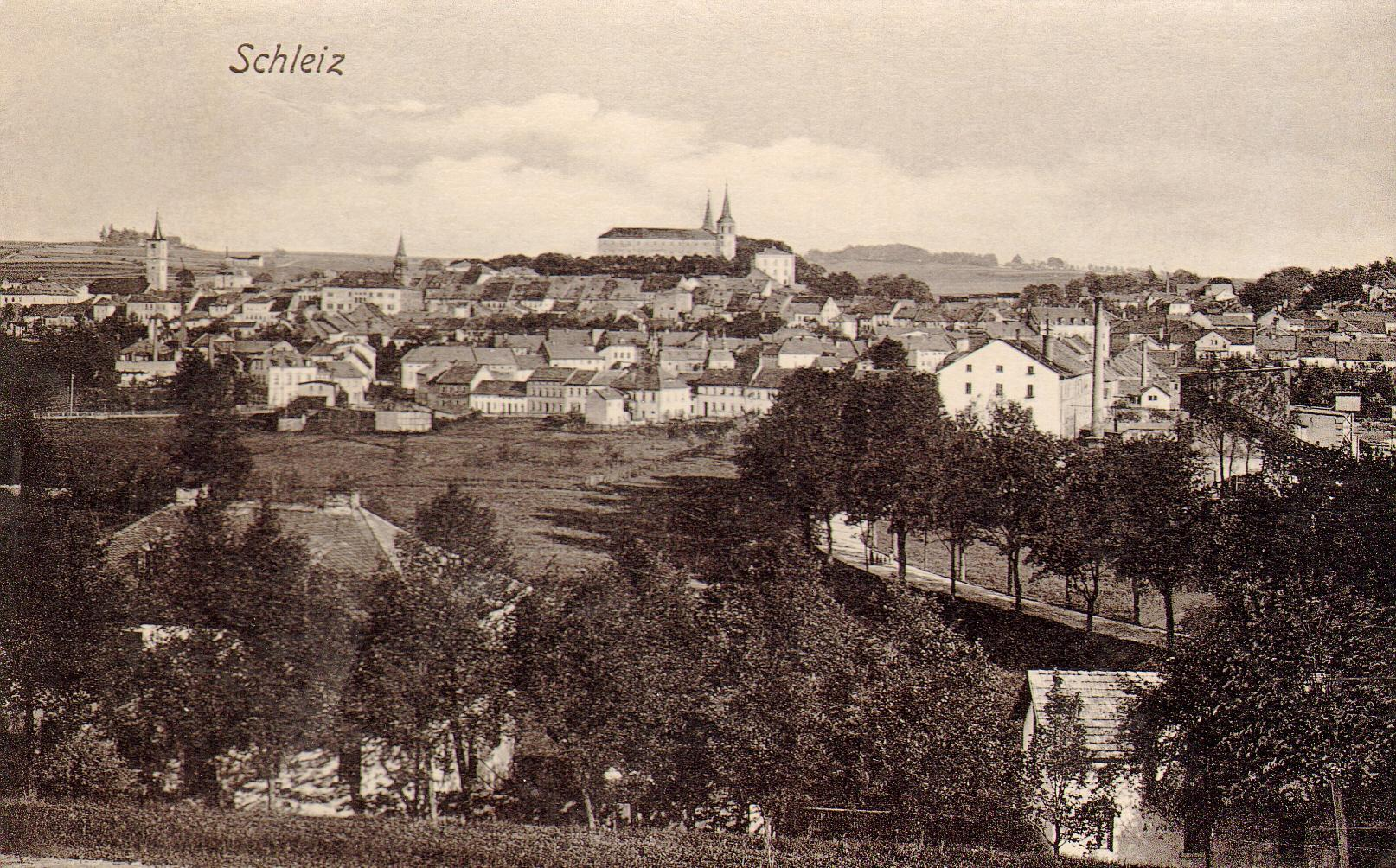
Schleiz 1647–1863
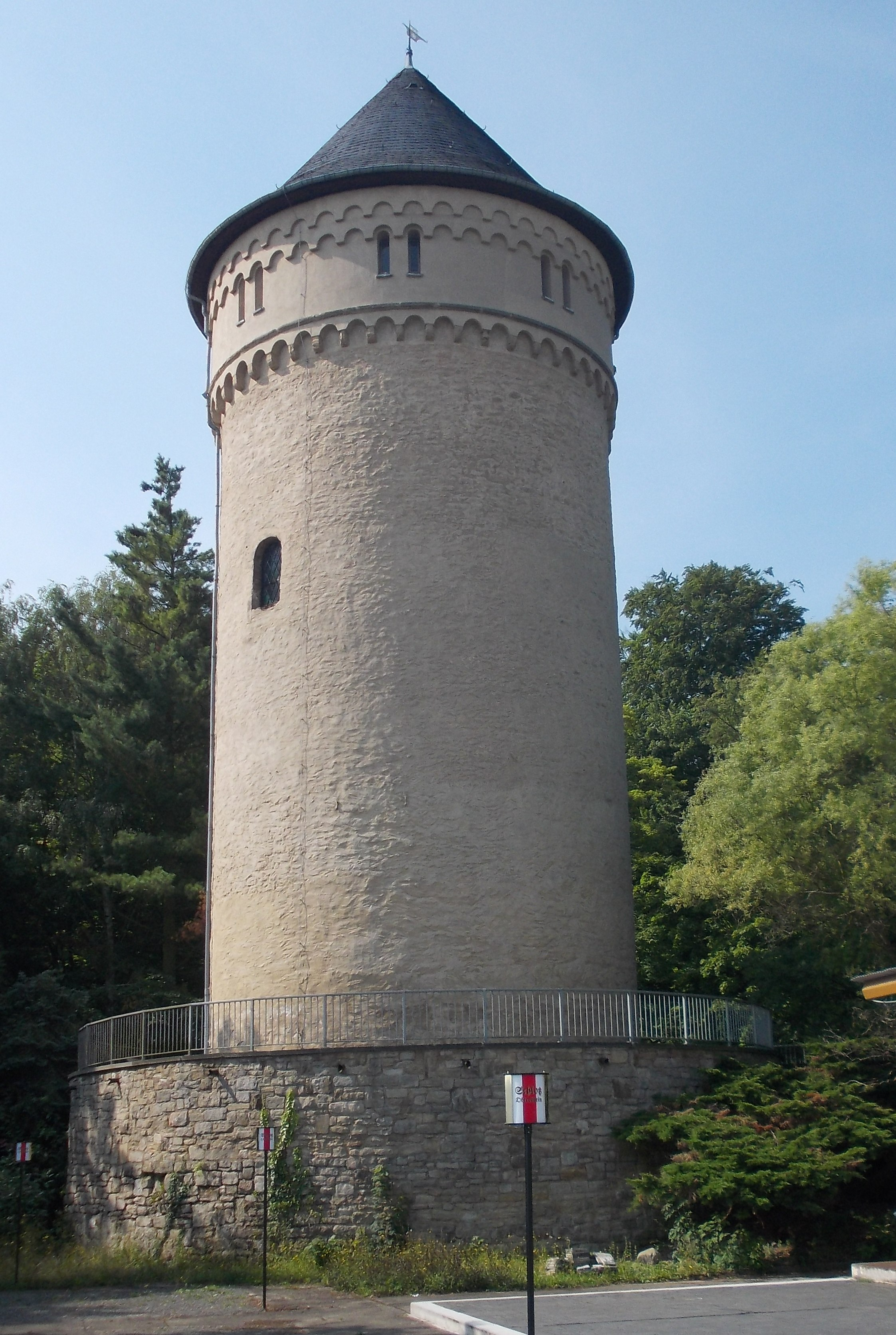
Gera 1863–1918
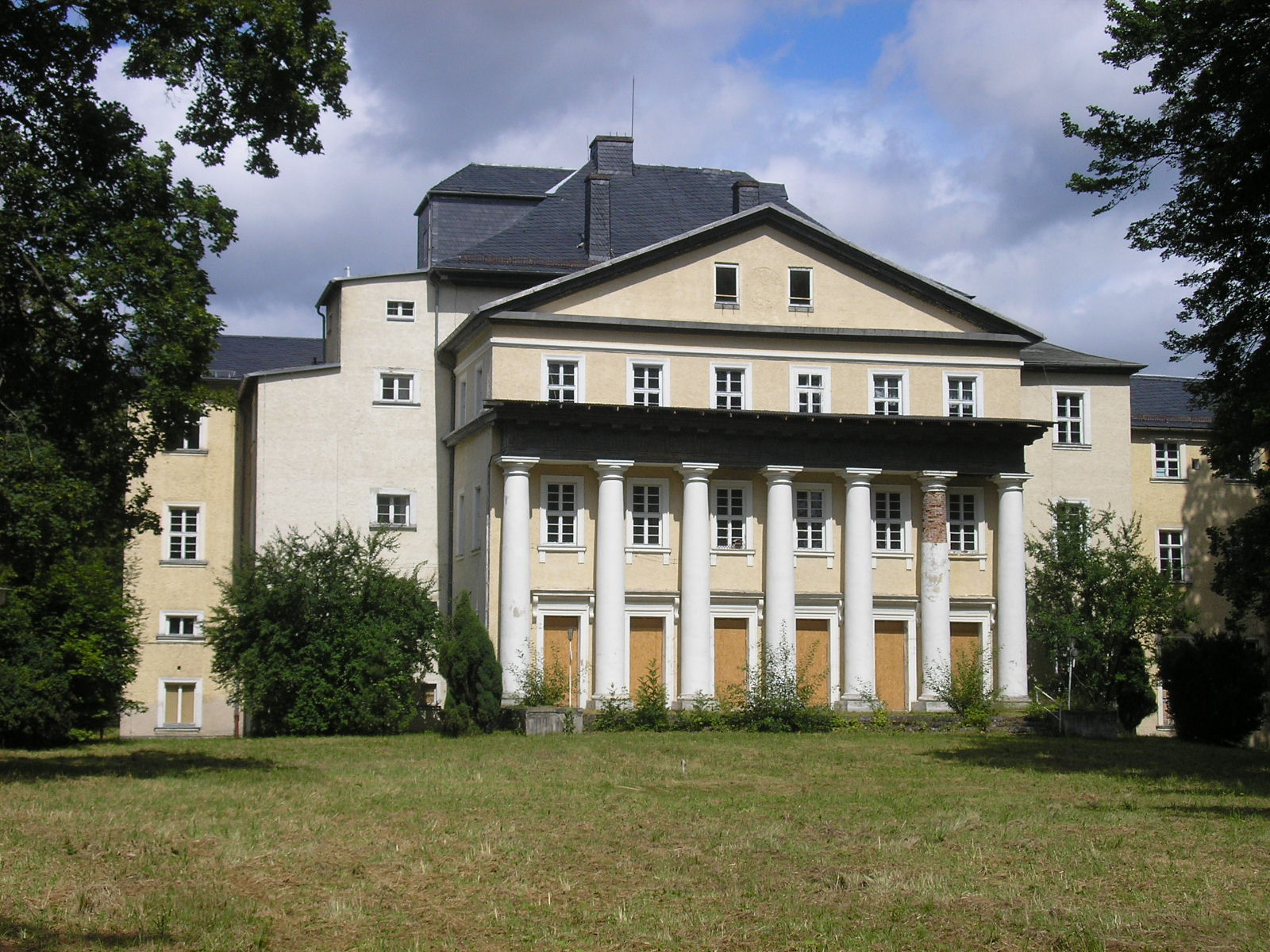
Ebersdorf 1678–1848
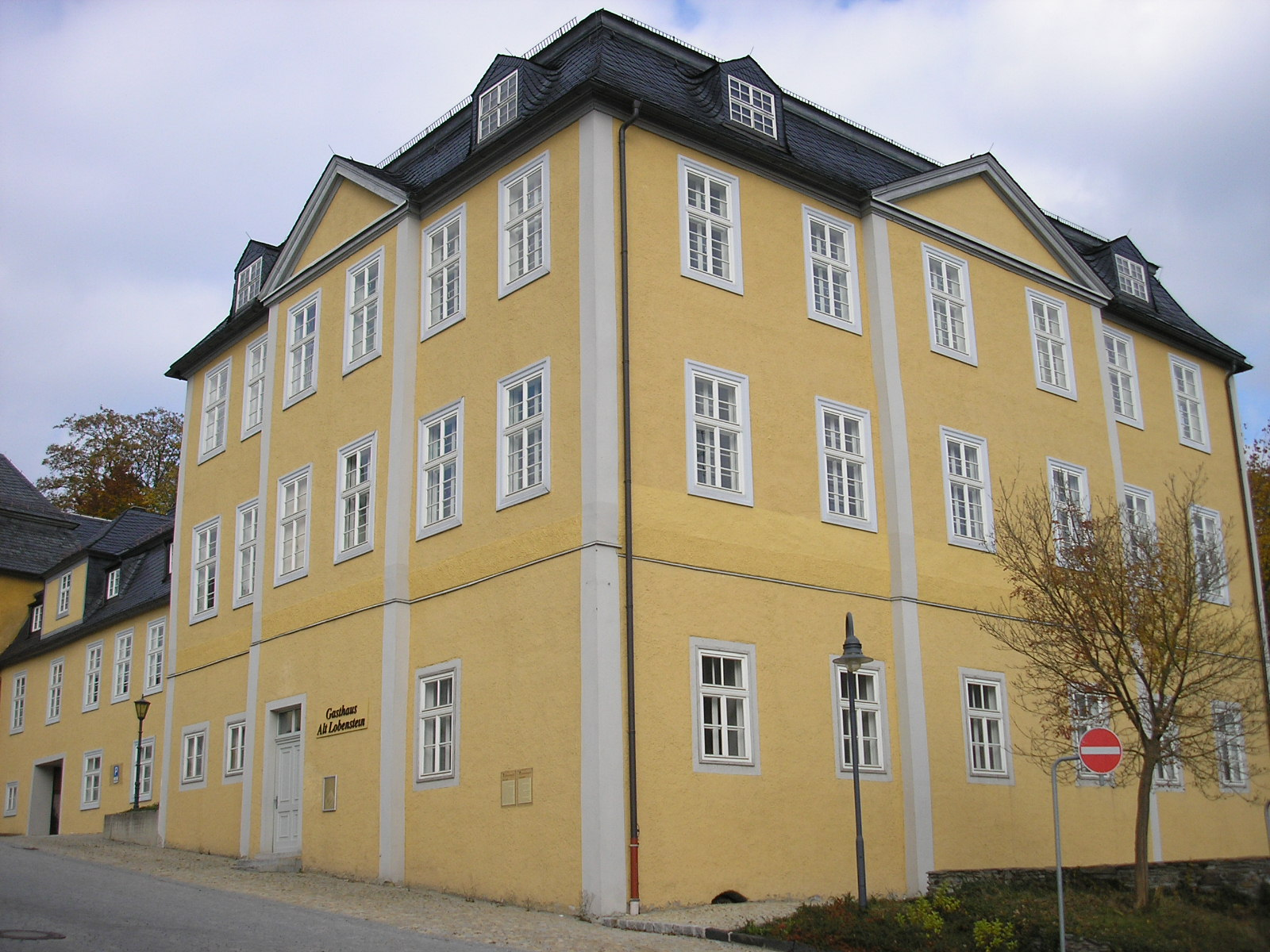
Lobenstein 1647–1824